# کیتاهیروشیما، هیروشیما
کیتاهیروشیما، هیروشیما (به لاتین: Kitahiroshima, Hiroshima) یک منطقهٔ مسکونی در ژاپن است که در استان هیروشیما واقع شده‌است. کیتاهیروشیما  ۲۰٬۱۰۶ نفر جمعیت دارد.